# Bill Brock
För farfadern och tillika senatorn för Tennessee se William Emerson Brock.
William Emerson "Bill" Brock III, född 23 november 1930 i Chattanooga, Tennessee, död 25 mars 2021 i Fort Lauderdale, Florida, var en amerikansk republikansk politiker. Han representerade delstaten Tennessee i USA:s senat 1971–1977. Han var ordförande för republikanernas federala partistyrelse Republican National Committee 1977–1981. Under USA:s president Ronald Reagan tjänstgjorde Brock som USA:s handelsrepresentant 1981–1985 och som arbetsmarknadsminister 1985–1987.
Brock utexaminerades 1953 från Washington and Lee University i Lexington, Virginia. Han tjänstgjorde i USA:s flotta 1953–1956 och anställdes sedan av familjeföretaget Brock Candy Company. Han avancerade till vice verkställande direktör med ansvar för marknadsföring. Brock lämnade godisbranschen 1962 för att kandidera till USA:s kongress. Han representerade Tennessees 3:e distrikt i USA:s representanthus 1963-1971. Brock var uppvuxen i en familj av demokrater och farfadern hade varit demokratisk senator. Bill Brock hade blivit republikan på 1950-talet och inledde en mycket framgångsrik politisk karriär inom det partiet trots att demokraterna hade länge varit det dominerande partiet i Tennessee.
Brock besegrade sittande senatorn Albert Gore, Sr. i 1970 års senatsval. Han kandiderade sex år senare till omval men förlorade mot Jim Sasser. Trots förlusten fortsatte Brocks karriär visa uppåt, först RNC-ordförande, sedan handelsrepresentant och till sist minister i USA:s regering. Brock avgick 1987 som arbetsmarknadsminister, eftersom han tackade ja till erbjudandet att bli Bob Doles kampanjchef i presidentvalet i USA 1988. Kampanjen misslyckades och Dole förlorade i republikanernas primärval mot George H.W. Bush.
Brock arbetade sedan som konsult i området runt Washington, D.C. med hemvist i Maryland. I 1994 års senatsval utmanade han senatorn för Maryland Paul Sarbanes men förlorade stort. Brock bodde fram till sin död i Marylands huvudstad Annapolis.